# Carretera Federal 48D
La carretera federal 48D es una autopista en el estado de Michoacán. Es una autopista de cobro. Empieza desde la autopista 15D de cobro, hasta la entrada este a Morelia, Michoacán. Fue construida para facilitar y ahorrar el tiempo de acceso a la ciudad de Morelia, para los conductores que van a visitarla tomando la autopista 15D con dirección al oeste de Michoacán.
También la autopista 48D, conecta al Aeropuerto Internacional de Morelia "Francisco J. Mugica" con la ciudad de Morelia.
Esta autopista es un acceso directo a Morelia, para entrar por la salida a Charo, en el lado este de Morelia.
Hace una intersección a la autopista 126, la cual es carretera federal libre, que conecta con Charo y con el municipio de Maravatio, a Morelia.

## Ciudades
Las principales ciudades y/o carreteras y autopistas que conecta esta autopista son:

### Morelia, MichoacánAutopista 15D
- Datos: Q23972448